# Scleria jiangchengensis
Scleria jiangchengensis là loài thực vật có hoa trong họ Cói. Loài này được Y.Y.Qian miêu tả khoa học đầu tiên năm 1999.